# Taborturm

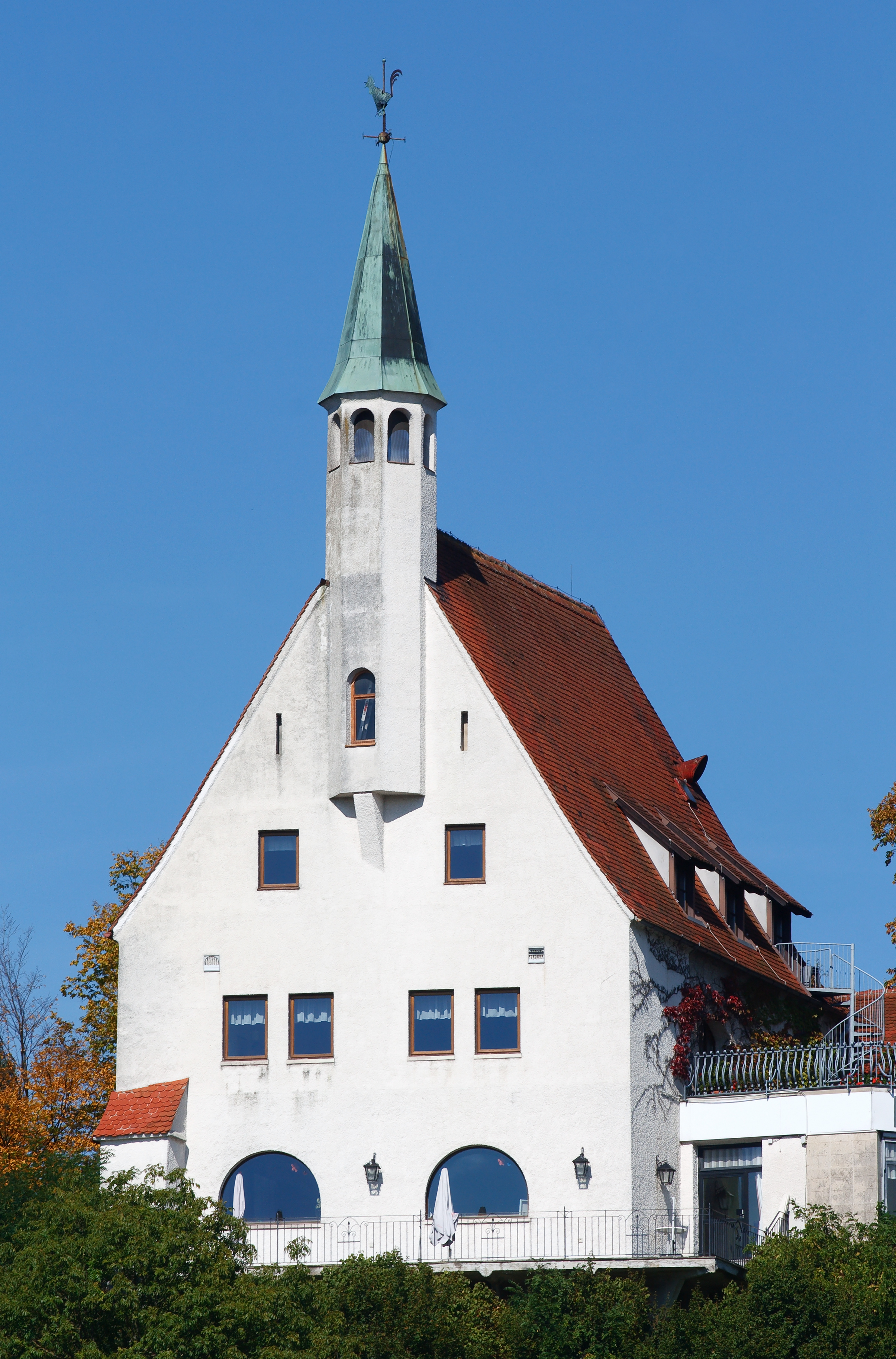
Blick von der Ennsbrücke auf den Taborturm

Der Taborturm auf der Anhöhe Tabor in Steyr besteht seit etwa 1480. Er war früher ein Bestandteil der Stadtbefestigung und Wachtturm der Feuerwache.

## Geschichte
Das Wort „Tabor“ ist eine Entlehnung aus dem Tschechischen und bedeutet Lager, Verschanzung, Burg. Es ist eine junge Entlehnung aus nachhussitischer Zeit.
Da es in der Stadt durch offenes Feuer und Licht immer wieder zu Brandkatastrophen kam, war im Befestigungsturm eine ständige Feuerwache mit zwei Feuerwächtern eingerichtet. Der größte Brand griff 1727 von einer Färberei im Stadtteil Ennsdorf auf die Altstadt und die Styraburg (Schloss Lamberg) über und richtete große Zerstörungen an.
Der Taborturm wurde ab 1956 erneuert und umgebaut. Damals erhielt er statt des alten Dachreiters mit Laterne von 1808 das heutige der Fassade erkerartig vorgelagerte Türmchen, überdies wurden die verbauten Doppelarkaden zur Stadt hin freigelegt. Seit der Fertigstellung 1959 beherbergt er (mit Unterbrechungen) ein Restaurant.

## Umgebung
In direkter Nachbarschaft befinden sich der Urnenfriedhof am Tabor mit Krematorium (eröffnet 1927) und die Taborstiege von der Schlüsselhofgasse mit dem Panoramalift Tabor. Die nahe Wachtturmstraße ist nach dem ehemaligen Wachthaus benannt. Sie verbindet die Anzengruberstraße mit der Bogenhausstraße.

## Galerie

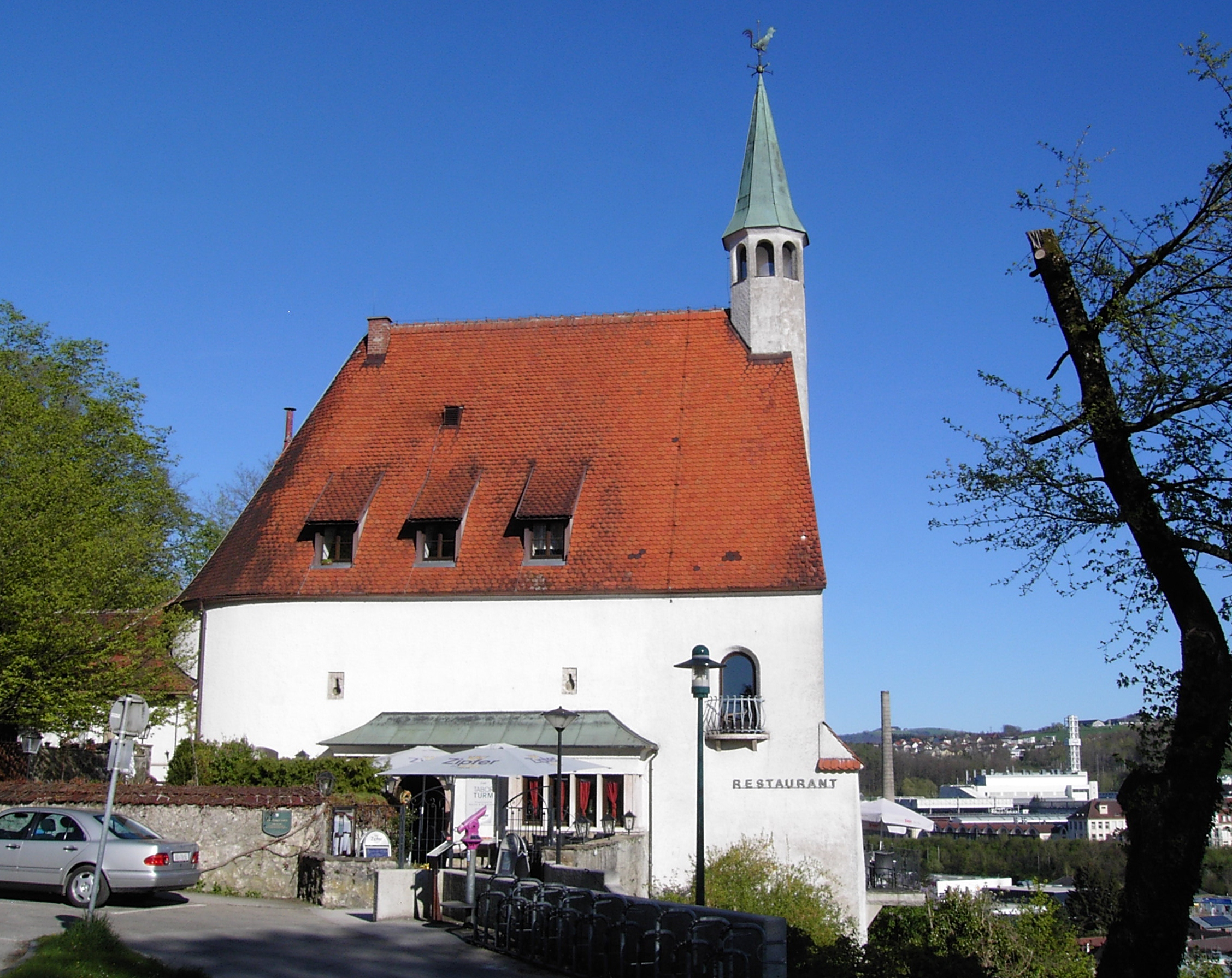
Westseite
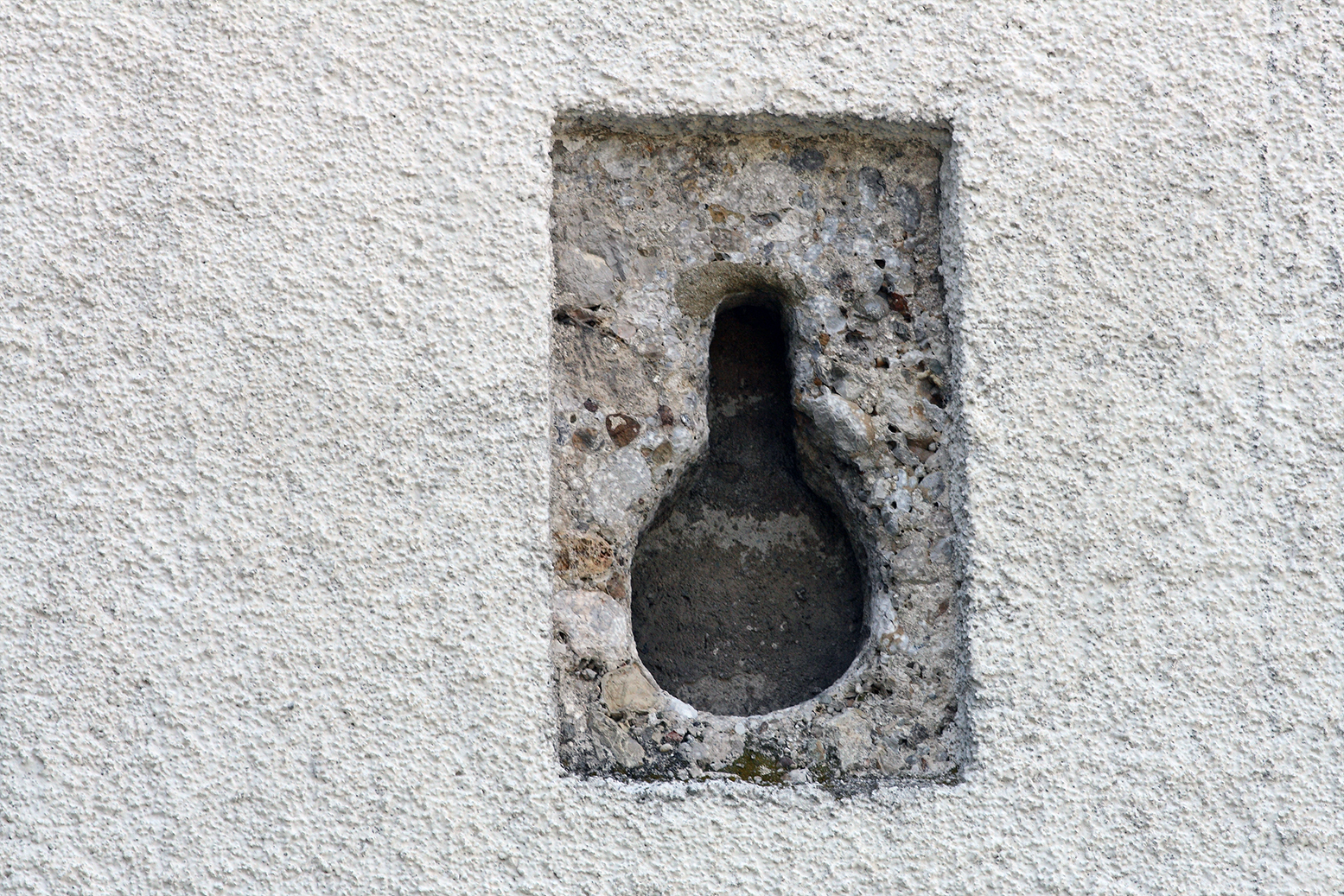
Eine Schießscharte (Westseite)
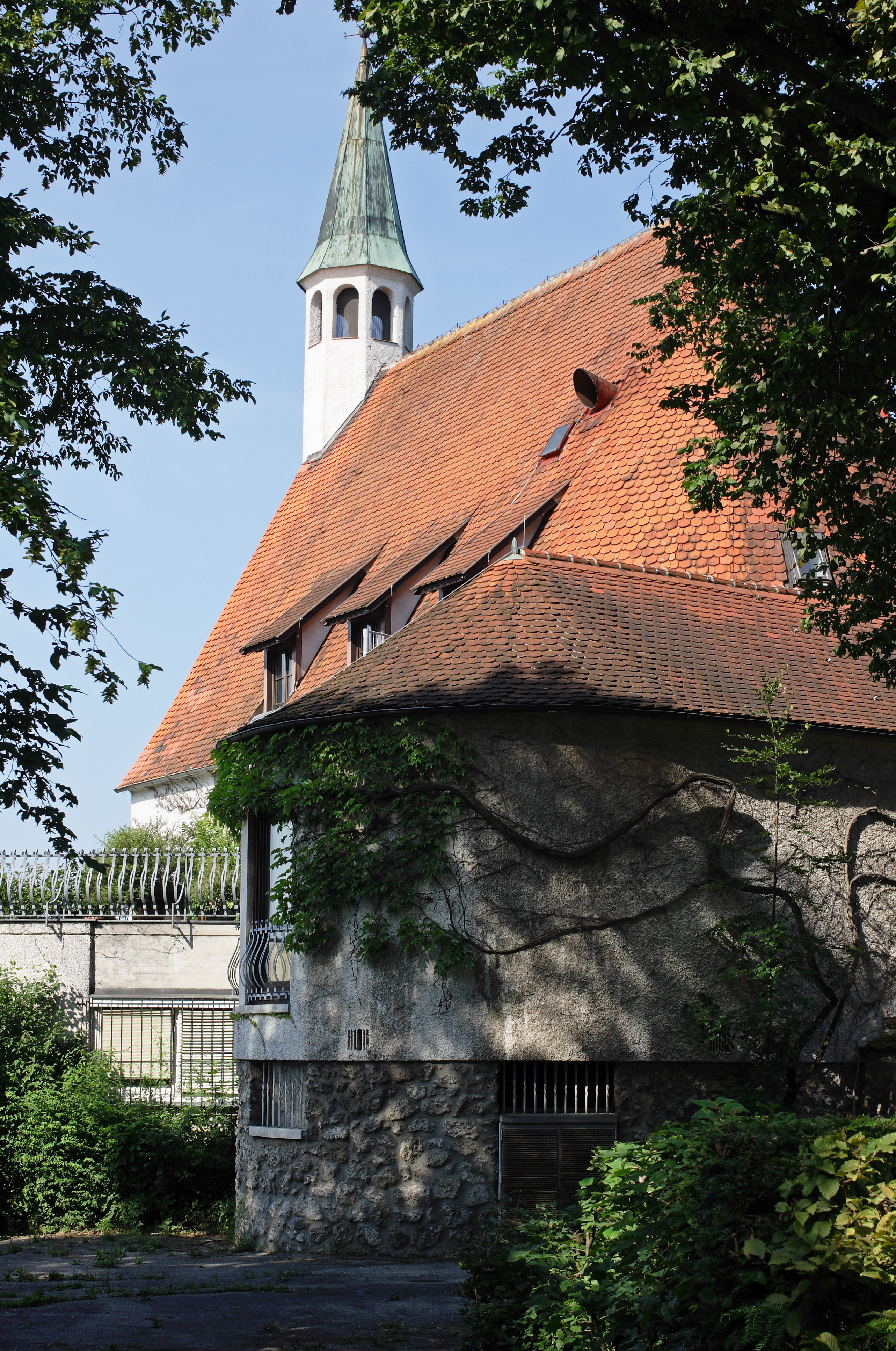
Ostseite
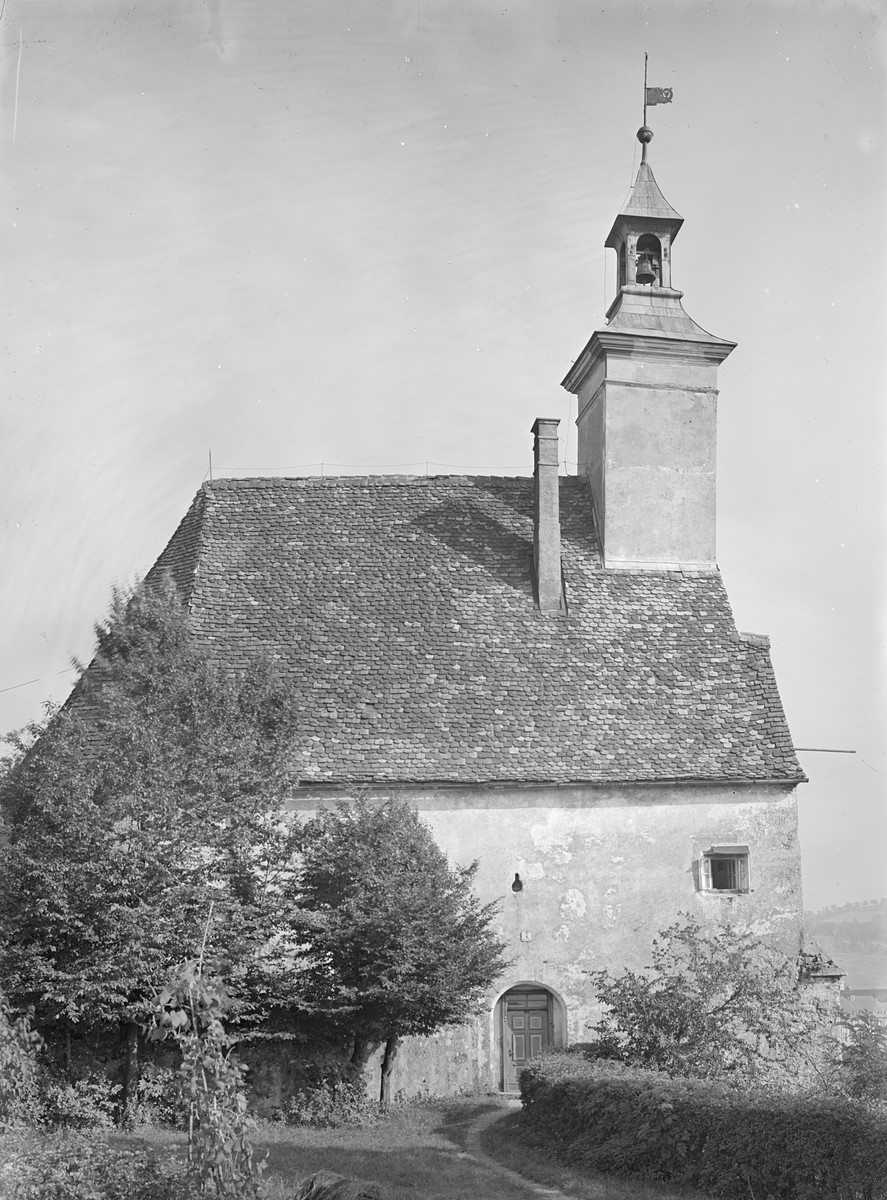
Aufnahme von 1941–1942 mit dem alten Dachreiter (Westseite)
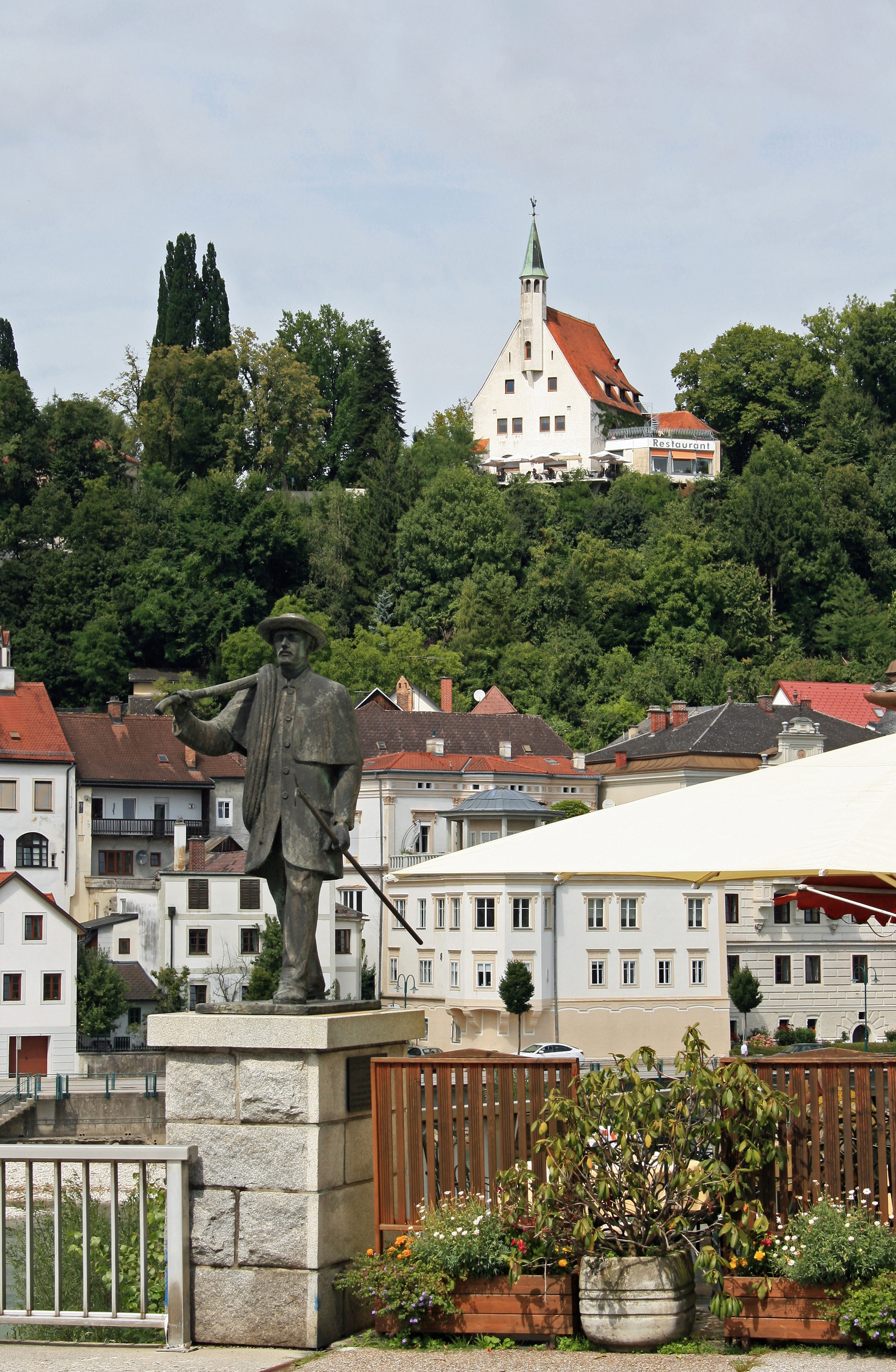
Blick von Ennsdorf auf den Taborturm. Links im Vordergrund das Flößerdenkmal